# Rimma Kazakova
Rimma Fiódorovna Kazakova (rus: Ри́мма Фёдоровна Казако́ва, 27 gener 1932, Sebastòpol, Unió Soviètica - 19 maig 2008, Perkhuixkovo, raion d'Odintsovski a l'óblast de Moscou, Rússia) va ser una poetessa soviètica / russa. Fou coneguda com a autora de moltes cançons populars de l'era soviètica.

## Biografia
Es va graduar a la Facultat d'Història de la Universitat Estatal de Leningrad. Va treballar com a professora a Khabàrovsk.
Les seves primeres cançons eren una reminiscència de Ievtuixenko, Okudjava, Voznessenski i Rojdéstvenski i van ser publicades per primera vegada el 1955. La seva primera col·lecció de poesia, coneguem a Orient («Встретимся на Востоке»), es va publicar el 1958.
Des de 1959 fins a la seva mort, va ser membre de la Unió d'Escriptors Soviètics. També va ocupar el càrrec de Primera Secretària de la Unió d'Escriptors de Moscou.
A l'octubre de 1993, va signar la Carta de quaranta-dos.
Va morir sobtadament als 76 anys en un sanatori mèdic prop de Perkhuixkovo el 19 de maig de 2008 a les 13:00. Va ser enterrada el 22 de maig de 2008 al cementiri de Vagànkovo de Moscou.

## Obres notables
- Allà, on està «Там, где ты»
- Versos / «Стихи»
- Divendres / «Пятницы»
- A la taiga ningú plora / «В тайге не плачут»
- Avets Verds / «Елки зеленые»
- Ninot de neu / «Снежная баба»
- Recordo / «Помню»
- En blanc / «Набело»
- Un país anomenat Amor / «Страна Любовь»
- Pedra de toc / «Пробный камень»
- Fora de la ment / «Сойди с холма»
- Terreny de l'esperança / «Сюжет надежды».